# کلاته
کلاته یا کلاته رودبار یکی از شهرهای استان سمنان در بخش مرکزی شهرستان دامغان است. جمعیت این شهر بر اساس سرشماری سال ۱۳۸۵، برابر با ۳٬۴۲۶ نفر بوده که این رقم در سال ۱۳۹۵ خورشیدی به ۴٬۶۱۱ نفر افزایش یافته‌است. کلاته رودبار، سه شنبه ۱۴ تیر ماه ۱۳۹۰ با تبدیل شدن از روستا به شهر، به‌عنوان یکی از ۱۸ نقطه شهری استان سمنان شناخته شد. این شهر در سال ۱۳۴۵ از استان مازندران جدا و به استان سمنان ملحق شد.
به قوم های مهم این شهر می توان به رجبیا،ملک ها، مالم ها و قجر ها و... اشاره کرد.

## جغرافیا
شهر کلاته رودبار در شمال غربی شهر دامغان که از شهرهای کهن و معروف ایران به نام صددروازه ایران قدیم می‌باشد واقع گردیده‌است. طبیعی است که این منطقه با توجه به موقعیت جغرافیایی از شرایط آب و هوایی مناسب تر از دامغان برخوردار بوده و به جهت برخورداری از آب و هوای نسبتاً سرد، محصولات باغی با کیفیت همچون آلبالو، گیلاس، زردآلو، گردو و… به خوبی رشد و نمو می‌یابد. همچنین با عنایت به پیشینه تاریخی شهر دامغان، کلاته نیز از آثار و بناهای تاریخی ارزنده بی نصیب نمانده‌ است.
مکان اصلی آن کهنه کلاته بوده با توجه به مهاجرین بیرونی که بیشتر از استان مازندران بوده در مکان فعلی به عنوان کلاته رودبار شکل گرفته‌ است؛ که امروزه بزرگ‌ترین شهر دامغان می‌باشد.

## مردم
مردم شهر کلاته رودبار از قومیت طبری (مازندرانی) و از مهاجران شهر های نکا و بهشهر هستند و به زبان طبری سخن می‌گویند و مذهب آنان شیعه اثنی عشری است.
فرهنگ و رسوم مردم این شهر شباهت فراوان با آداب مردم همسایه شمالی آن (شهرهای استان مازندران) دارد به همین دلیل دارای مراسم از قبیل عزاداری، عروسی، جشن‌های محلی مشابه با مردم مازندران می‌باشند. ایام عزاداری امام حسین در این شهر به صورت باشکوه برگزار می‌گردد. بویژه روز تاسوعا و عاشورا و یازدهم عاشورا برنامه‌های متنوعی همچون رخت پوشاندن بر تن اسب، نخل گردانی، علم گردانی، قافلهٔ اسرا، شام غریبان و… جلوه باشکوهی به مراسم عزاداری شهر بخشیده که میهمانان زیادی را برای بازدید و هم نوایی با عزادران به شهر می‌کشاند.

## جمعیت
بر پایهٔ سرشماری عمومی نفوس و مسکن در سال ۱۳۹۵، جمعیت این شهر ۴٬۶۱۱ نفر (در ۱٬۴۷۹ خانوار) بوده‌است.

## بافت شهر
این شهر دو بافت سنتی و جدید دارد. سبک معماری سنتی در ساختمان‌های قدیمی دیده می‌شود که از خشت، گِل، چوب و سنگ ساخته شده‌است و در بناهای جدید تحت شرایط و اقلیم غالب منطقه و مصالح موجود مکانی شکل گرفته‌است.

## جاهای دیدنی
تفرجگاه ییلاقی-گردشگری بسیار زیبای چشمه پیرخوشدر یا پیرخوشتر، گنبد سبز، قلعه پنجم، کوشک، گورقلعه، تخت شاه، پیر ابراهیم، قلعه نمکه، تنگه دختر قلعه، چشمه بادخان (که مردم محل از آن به «گندوآب» یاد می‌کنند)، چشمه آبرندان، و امامزاده عقیل.
همچنین، مدیریت مجموعهٔ چشمه علی دامغان برعهدهٔ شهرداری کلاته رودبار است که بر کیفیت آن افزوده‌است.

## شهرخواهرخوانده
- مجن